# تشيكا ناكامورا
تشيكا ناكامورا (باليابانية: 中村千香) مواليد 23 نوفمبر 1977 في أوساكا، اليابان، هي ملاكمة محترفة يابانية معتزلة كانت تصنف ضمن فئة الوزن الخفيف. تعرضت لعدة إصابات خلال مسيرتها أجبرتها على الاعتزال. بعد الاعتزال اعتنقت الإسلام.

## روابط خارجية
- تشيكا ناكامورا على موقع بوكس ريك (الإنجليزية) (registration required)